# Hedvig Sofia von Rosen
Hedvig Sofia von Rosen, född Stenbock 1734, död 1809, var en svensk grevinna och statsfru. Hon var överhovmästarinna för tronföljaren, den framtida Gustav IV Adolfs, hov 1778–1781, och för hans yngre bror 1782–1783.

## Biografi
Hedvig Sofia von Rosen var dotter till det svenska lantrådet i Estland greve Fredrik Magnus Stenbock och grevinnan Ebba Margareta De la Gardie, dotter till Adam Carl De la Gardie och en syster till Arvid Horn. Hon var gift med greve Fredrik Ulrik von Rosen, och fick med honom fem barn, Gustaf Fredrik von Rosen (1758–1815), Robert Magnus von Rosen, Axel Pontus von Rosen, Carl Mauritz (död ung) och Ebba Ulrica, gift med greve Eric Ruuth.
Hedvig Sofia von Rosen var statsfru hos drottning Sofia Magdalena och väl omtyckt av henne. Hedvig Elisabet Charlotta beskriver henne som bildad och förnuftig. Vid Gustav Adolfs födelse 1778 utsågs hon till överhovmästarinna med ansvar för tronföljarens uppfostran. Hon ansvaret också för hans hov, bestående av två underhovmästarinnor, Brita Ebba Celestina von Stauden och Maria Aurora Uggla, två hovfröknar och två kammarfruar. Inför Gustav III:s utlandsresa 1780–1781 gavs hon fullmakt att fatta vilka beslut som helst om tronföljarens välfärd.
När monarken blev sjuk utomlands, ska von Rosen ha fått rådet av Stockholms överståthållare Sparre att föra tronföljaren från Ulriksdals slott in till Stockholm för att undvika att han tillvarotogs av änkedrottning Lovisa Ulrika. Hedvig Elisabet Charlotta uppger att det var en förvånansvärd åtgärd, men att Hedvig Sofia von Rosen mycket väl själv skulle ha kunnat fatta det beslutet i stället och inte behövde ha blivit påverkad av Sparre. Det tycks ha rått en oro för att Lovisa Ulrika i händelse av kungens död skulle ta över en förmyndarregering, då även Adolf Fredrik Munck vid samma tid ska ha förberett sig att överföra sina pengar från Sverige utomlands, eftersom han var rädd för att han skulle bli utsatt om Lovisa Ulrika i händelse av kungens död skulle ta över regeringen. Gustav Adolf blev år 1781 på monarkens beslut överlämnad till manliga uppfostrare, trots sin mors protester, vilket innebar att hans kvinnliga hovfunktionärer entledigades. Året därpå, 1782, fick Hedvig Sofia von Rosen ansvaret för nästa kungabarn, Karl Gustav, som dock avled redan 1783.